# جزيرة كنعوص
جزيرة كنعوص هي جزيرة عراقية تقع جنوبي مدينة الموصل مركز محافظة نينوى شمال العراق، تقع الجزيرة بمحيط نهر دجلة وتقرب من قضاء الشرقاط (110 كلم)، وتحظى بموقع استراتيجي مهم لوقوعها على مفترق طرق وصولاً إلى محافظة كركوك وديالى وصلاح الدين والأنبار ونينوى. وتعد جزيرة «كنعوص» نقطة اتصال جغرافي وكذلك جزيرة جميلة لكثافة الأشجار والمسطحات المائية فيها.
أصبحت الجزيرة معقلاً لتنظيم داعش بعد سيطرته عليها خلال التمرد العراقي، وفي 10 سبتمبر 2019 ألقت مقاتلات أميركية أربعين طناً من القنابل الموجهة بالليزر على الجزيرة، وقال التحالف الدولي الذي تقوده الولايات المتحدة إن مقاتلات من نوع إف-15 وإف-35 شاركت في المهمة في إطار عملية مشتركة مع القوات العراقية، وأشارت إلى أن قواتها استخدمت هذا الكم من القنابل على هذه الجزيرة لحرمان مسلحي التنظيم من الاختباء وسط النباتات الكثيفة داخل الجزيرة.